# Rachunkowość zarządcza
Rachunkowość zarządcza (określana jest również jako rachunkowość menedżerska) – część rachunkowości (obok rachunkowości finansowej i podatkowej), która służy wprost potrzebom wewnętrznym zarządzania przedsiębiorstwem, dostarczając danych niezbędnych do podejmowania decyzji bieżących i rozwojowych oraz informacji, które pozwalają na podejmowanie decyzji strategicznych, taktycznych, operacyjnych, planistycznych i kontrolnych poprzez wyspecjalizowane techniki i procedury, jak np.: budżetowanie, wzorce, odpowiednio dobrane modele rachunku kosztów i przychodów, analizę zachowania się kosztów oraz informowanie o dokonaniach.
Aktualne ustalenia Międzynarodowej Federacji Rachunkowości (IFAC) przyjmują, że: rachunkowość zarządcza jest systemem gromadzenia, agregacji, klasyfikacji, analizy i prezentowania informacji finansowych i niefinansowych wspomagających kierownictwo przedsiębiorstwa w podejmowaniu decyzji i kontroli ich realizacji.

## Cele
Podstawowym celem rachunkowości zarządczej jest systematyczne dostarczanie kierownictwu przedsiębiorstwa informacji ułatwiających podejmowanie optymalnych decyzji dotyczących działania jednostki w określonych warunkach. Ma ona charakter rachunkowości wewnętrznej, tzn. jest w znacznym stopniu zindywidualizowana oraz dostosowana do potrzeb konkretnego przedsiębiorstwa. Informacje dostarczane przez rachunkowość zarządczą służą bezpośrednio odbiorcy, który je wykorzystuje w celu:
- wyjaśnienia wątpliwości, np.: co do sposobu działania,
- dokonanie wyboru tych problemów, na których przedsiębiorstwo powinno skupić swoją uwagę,
- rozwiązanie problemu, tj. dokonanie wyboru najlepszego z możliwych sposobów wykonania zadania,
- kontroli zarówno przebiegu poszczególnych procesów, jak i realizacji planów i budżetu.

Wartość informacyjna zależy od tego, jaki będzie miała wpływ na podjęte decyzje i jakie rezultaty uzyska przedsiębiorstwo z ich realizacji.
Głównym celem rachunkowości zarządczej jest wspomaganie procesu podejmowania decyzji w przedsiębiorstwie. Ogólnie należy stwierdzić, iż rachunkowość zarządcza pełni ważne funkcje w procesie decyzyjnym.

## Funkcje
Funkcje rachunkowości zarządczej:
- funkcja planistyczna, polega na dostarczeniu informacji zmniejszających stopień ryzyka przy dokonywaniu wyboru; rachunkowość zarządcza dostarcza dane, potrzebne do podejmowania decyzji w procesie zarządzania jednostką, pomaga zbudować wzorce kosztów stanowiące podstawę oceny podjętych działań.
- funkcja kontrolna, wykazuje różnicę pomiędzy wielkościami planowanymi a rzeczywiście osiągniętymi; identyfikuje odchylenia pod kątem miejsc ich powstania, przyczyn i osób odpowiedzialnych.
- funkcja organizacyjna, rachunkowość zarządcza znajduje swój wyraz w strukturze, która definiuje podporządkowanie, odpowiedzialność i specjalizację; zakreśla granicę pomiędzy ośrodkami odpowiedzialności, wskazuje zadania i kompetencje decyzyjne kierowników ośrodków.
- funkcja komunikacyjna, zapewnia należyty system komunikacji poprzez odpowiednie formy i metody przepływu informacji (sprawozdania, raporty, polecania, instrukcje).

## Zadania
Kierowanie uwagi na pomiary kosztów i ich alokacja nie są jedynymi zadaniami jakimi zajmuje się rachunkowość zarządcza. Prócz controlingu spotykamy się tutaj z:
- kierowaniem uwagi na obszary działalności przedsiębiorstwa wymagających interwencji zarządzających
- wspomaganiem podejmowania decyzji na wszystkich szczeblach zarządzania
- dostarczeniem informacji na temat skutków decyzji i działań podejmowanych przez zarządzających

## Różnice
|                        | Rachunkowość finansowa             | Rachunkowość zarządcza     |
| ---------------------- | ---------------------------------- | -------------------------- |
| odbiorcy informacji    | zewnętrzni                         | wewnętrzni                 |
| regulacja              | prawna                             | zupełna dowolność          |
| charakter informacji   | dokładne                           | szybkie, istotne           |
| zasady wyceny          | koszt historyczny, wartość godziwa | dowolne                    |
| orientacja informacji  | przeszłość i teraźniejszość        | teraźniejszość, przyszłość |
| zakres sprawozdań      | cała firma                         | segmenty przedsiębiorstwa  |
| okresy sprawozdawcze   | periodyzacja                       | dostosowanie do potrzeb    |
| podejście do problemów | deterministyczne                   | probabilistyczne           |